# Aveluy
Aveluy és un municipi francès situat al departament del Somme i a la regió dels Alts de França. L'any 2007 tenia 499 habitants.

## Demografia

### Població
El 2007 la població de fet d'Aveluy era de 499 persones. Hi havia 207 famílies de les quals 64 eren unipersonals (20 homes vivint sols i 44 dones vivint soles), 56 parelles sense fills, 63 parelles amb fills i 24 famílies monoparentals amb fills.
La població ha evolucionat segons el següent gràfic:
Habitants censats

### Habitatges

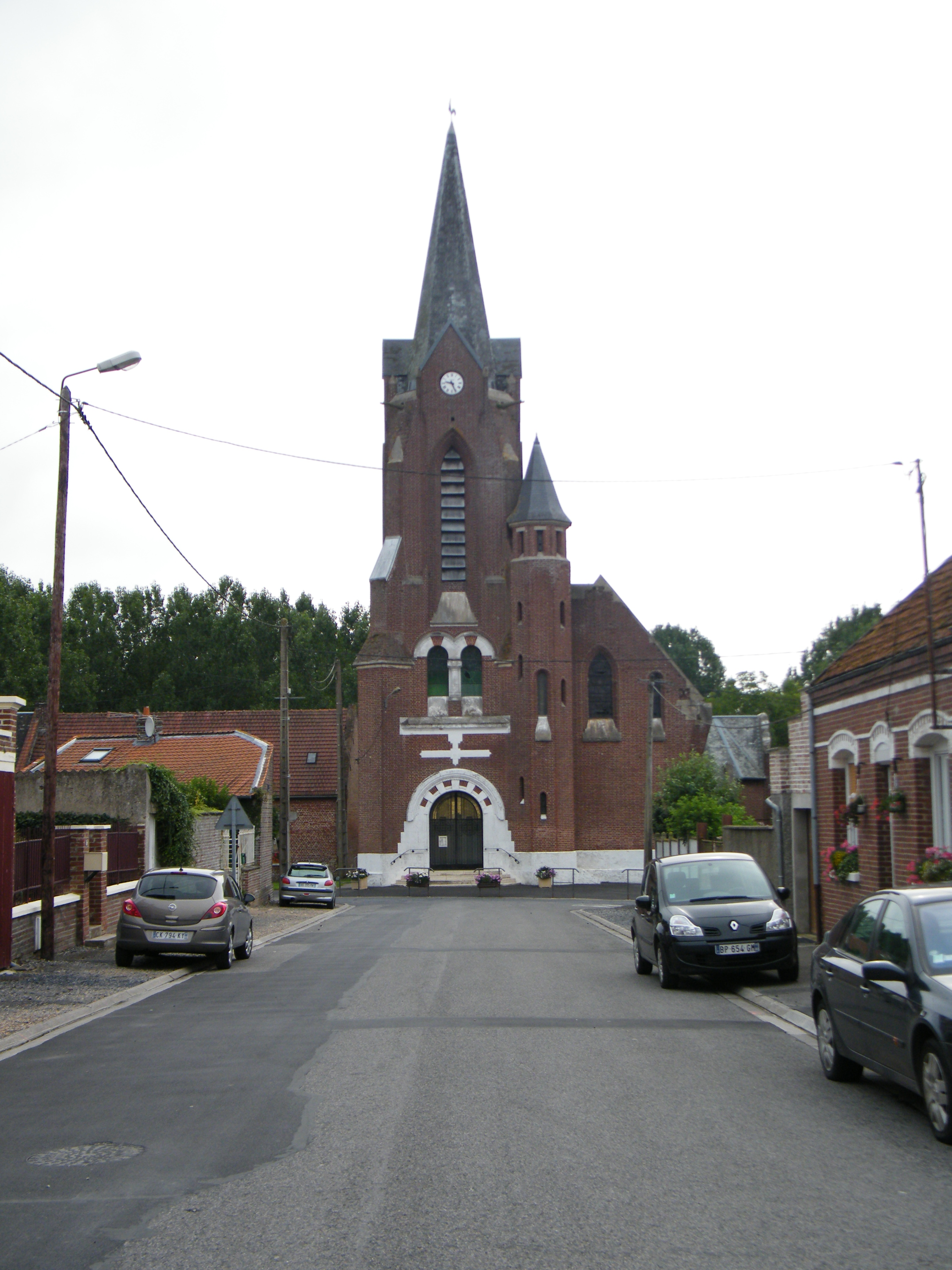

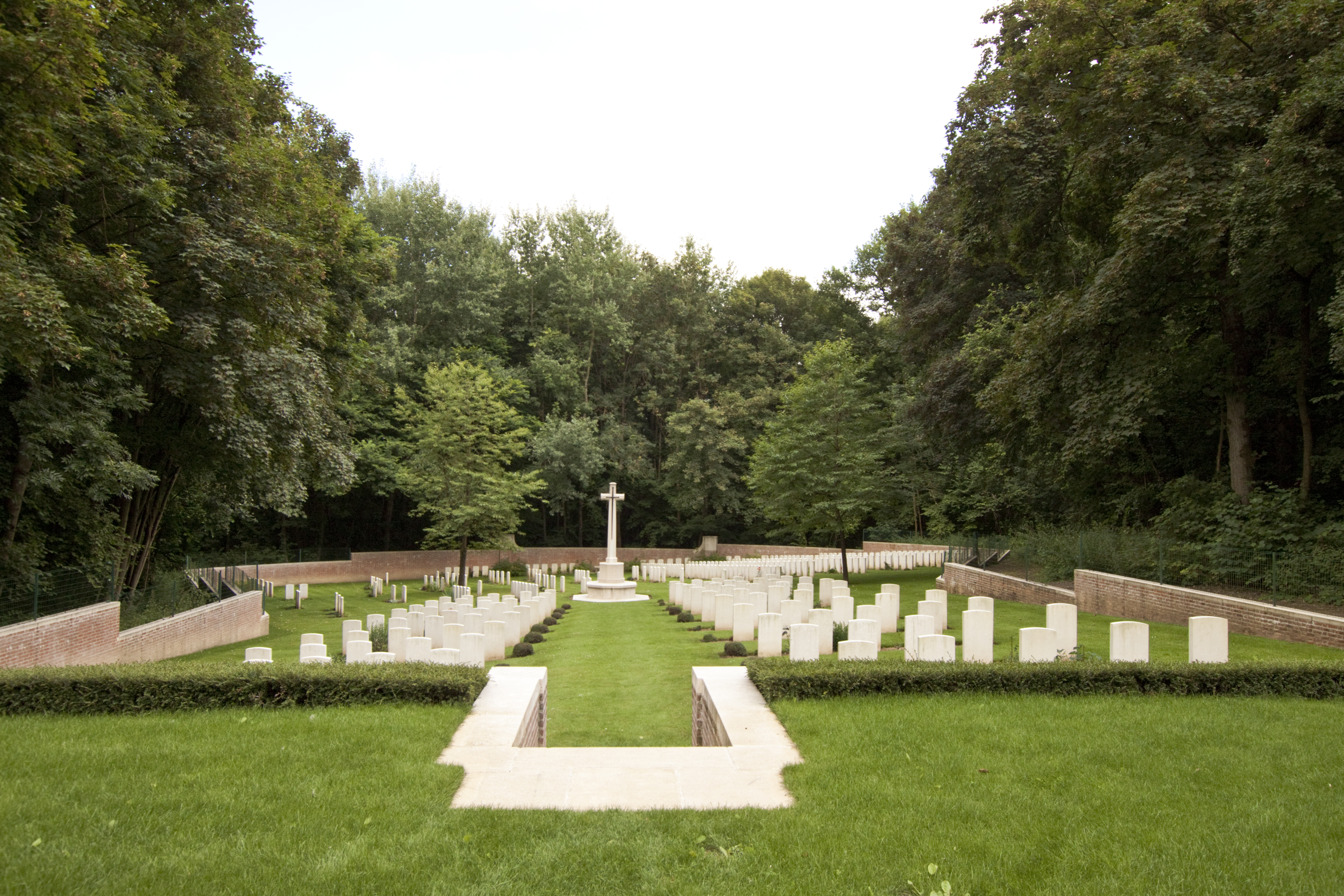
Cementiri

El 2007 hi havia 236 habitatges, 211 eren l'habitatge principal de la família, 8 eren segones residències i 17 estaven desocupats. 231 eren cases i 5 eren apartaments. Dels 211 habitatges principals, 187 estaven ocupats pels seus propietaris, 21 estaven llogats i ocupats pels llogaters i 3 estaven cedits a títol gratuït; 4 tenien dues cambres, 15 en tenien tres, 62 en tenien quatre i 130 en tenien cinc o més. 149 habitatges disposaven pel capbaix d'una plaça de pàrquing. A 105 habitatges hi havia un automòbil i a 80 n'hi havia dos o més.

### Piràmide de població
La piràmide de població per edats i sexe el 2009 era:
| Homes | Edats   | Dones |
| ----- | ------- | ----- |
| 0     | 95 o +  | 0     |
| 0     | 90 a 94 | 0     |
| 4     | 85 a 89 | 0     |
| 8     | 80 a 84 | 4     |
| 16    | 75 a 79 | 12    |
| 12    | 70 a 74 | 24    |
| 12    | 65 a 69 | 20    |
| 24    | 60 a 64 | 20    |
| 20    | 55 a 59 | 16    |
| 20    | 50 a 54 | 12    |
| 20    | 45 a 49 | 20    |
| 12    | 40 a 44 | 12    |
| 20    | 35 a 39 | 12    |
| 16    | 30 a 34 | 28    |
| 16    | 25 a 29 | 12    |
| 8     | 20 a 24 | 16    |
| 28    | 15 a 19 | 8     |
| 4     | 10 a 14 | 16    |
| 20    | 5 a 9   | 8     |
| 12    | 0 a 4   | 20    |

## Economia

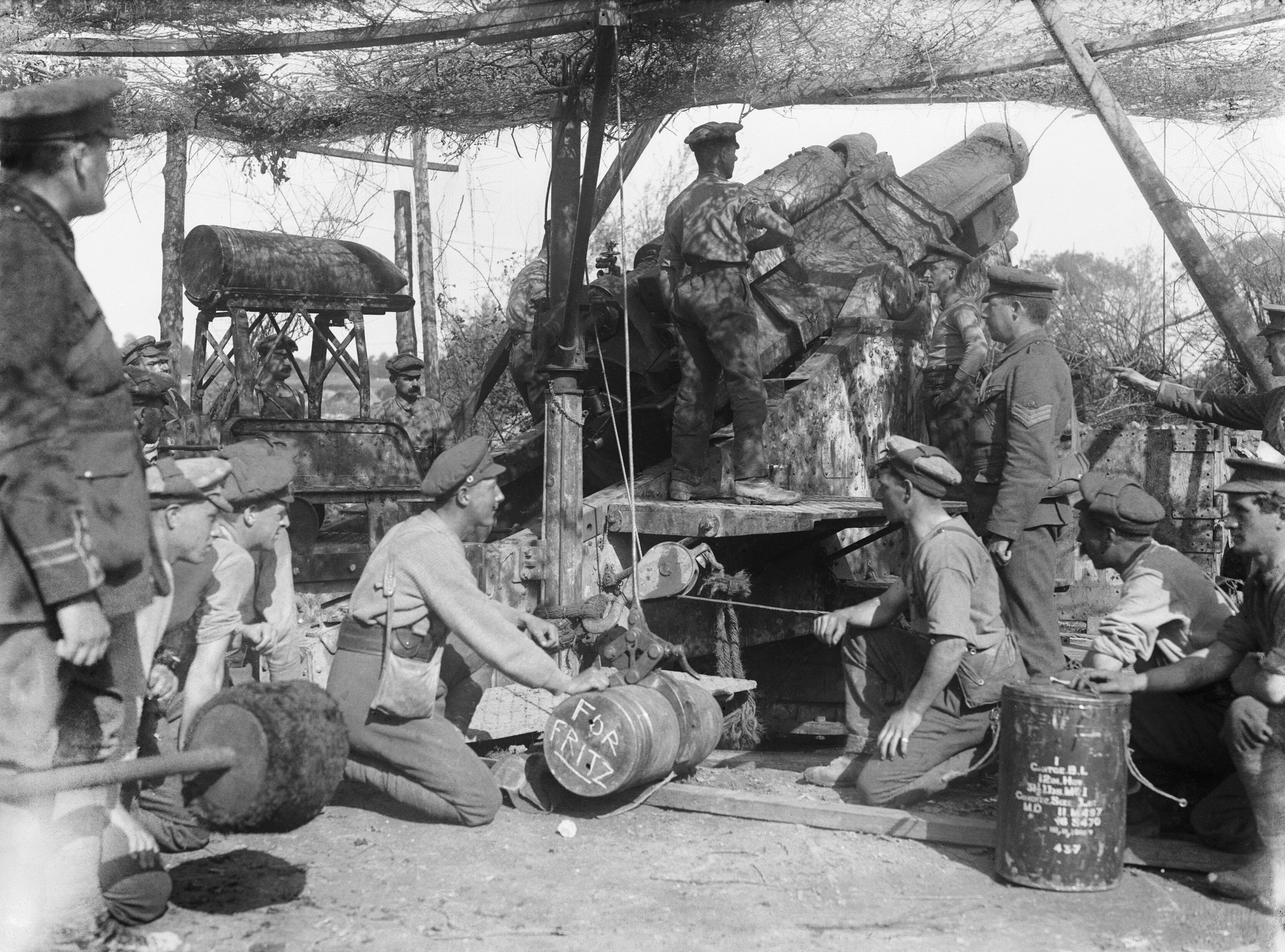
Primera guerra mundial

El 2007 la població en edat de treballar era de 309 persones, 216 eren actives i 93 eren inactives. De les 216 persones actives 199 estaven ocupades (113 homes i 86 dones) i 17 estaven aturades (6 homes i 11 dones). De les 93 persones inactives 37 estaven jubilades, 29 estaven estudiant i 27 estaven classificades com a «altres inactius».

### Ingressos
El 2009 a Aveluy hi havia 214 unitats fiscals que integraven 517,5 persones, la mediana anual d'ingressos fiscals per persona era de 18.416 €.

### Activitats econòmiques

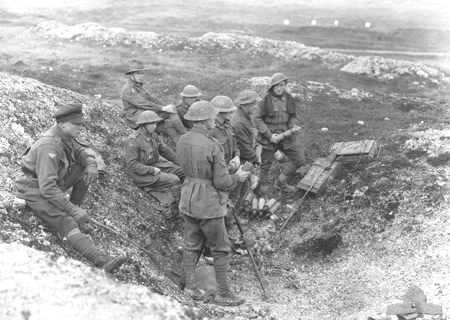
Forces australianes a la batalla del Somme

Dels 13 establiments que hi havia el 2007, 1 era d'una empresa extractiva, 2 d'empreses alimentàries, 2 d'empreses de fabricació d'altres productes industrials, 1 d'una empresa de construcció, 3 d'empreses de comerç i reparació d'automòbils, 2 d'empreses d'hostatgeria i restauració, 1 d'una empresa de serveis i 1 d'una empresa classificada com a «altres activitats de serveis».
Dels 3 establiments de servei als particulars que hi havia el 2009, 2 eren tallers de reparació d'automòbils i de material agrícola i 1 paleta.
L'únic establiment comercial que hi havia el 2009 era una fleca.
L'any 2000 a Aveluy hi havia 5 explotacions agrícoles que ocupaven un total de 380 hectàrees.

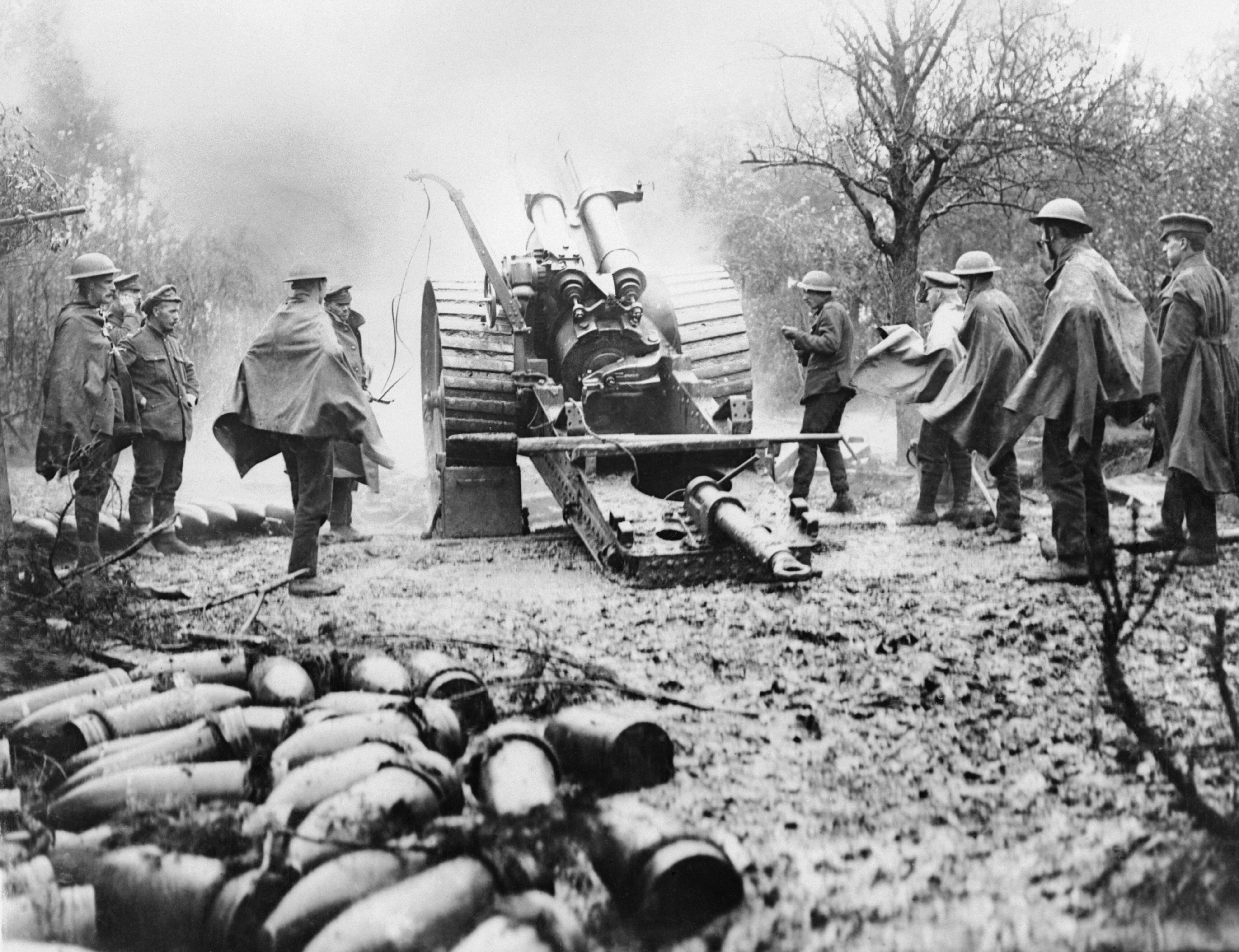
Batalla del Somme

## Equipaments sanitaris i escolars
El 2009 hi havia una escola elemental.

## Poblacions més properes
El següent diagrama mostra les poblacions més properes.